# Overture (Il fantasma dell'Opera)
Ouverture è  un brano musicale di Andrew Lloyd Webber nel musical The Phantom of the Opera

## Nel Musical
Proprio mentre il banditore scommette sul fatto che la moderna luce elettrica potrebbe spaventare il fantasma di tanti anni prima il lampadario si accende emettendo un lampo e, sulle note dell'Overture, si libra nell'aria e rimane sospeso sulle teste degli spettatori delle prime file mentre, al suo passaggio, il teatro si rinnova e riacquista lo splendore di una volta.
Siamo al Teatro dell'Opéra di Parigi nel 1870.
Nel Teatro dell'Opera si prepara l'allestimento dell'Hannibal di Chalumeau, continuamente interrotto dai capricci della primadonna Carlotta Giudicelli.